# Schieberschlüssel

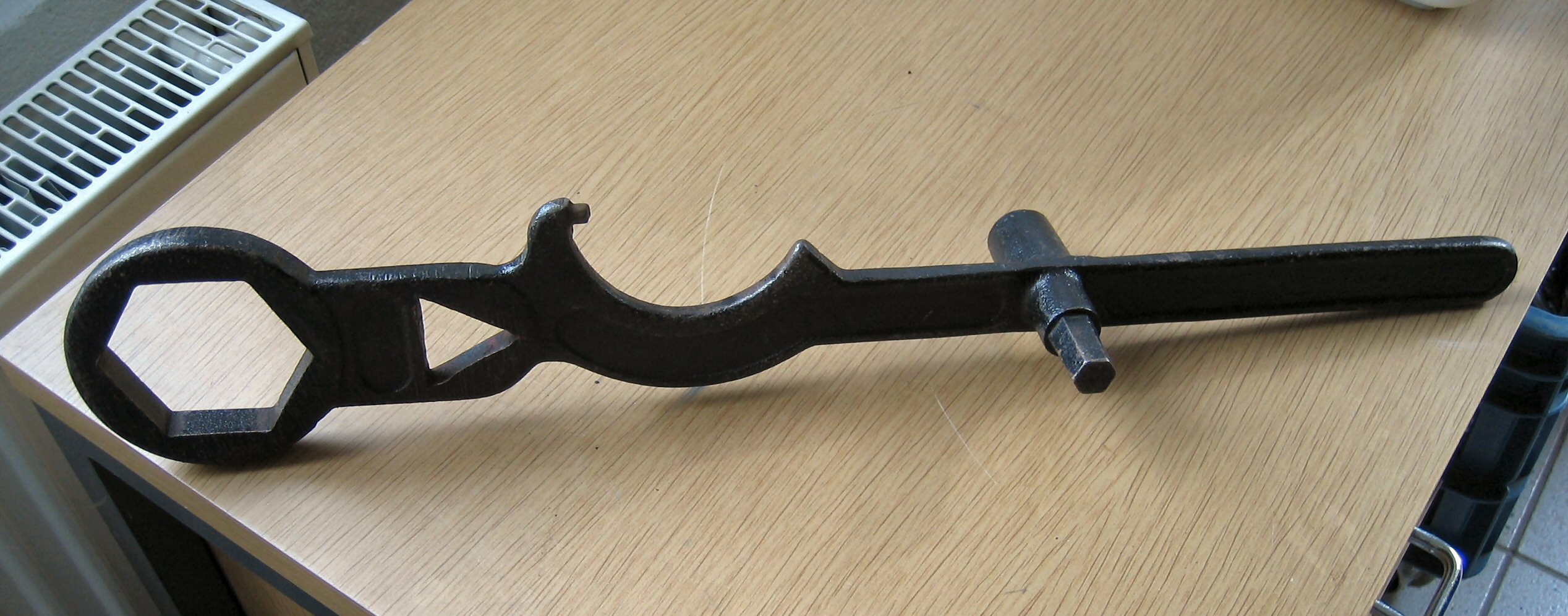
Überflurhydrantenschlüssel, DIN 3223 B

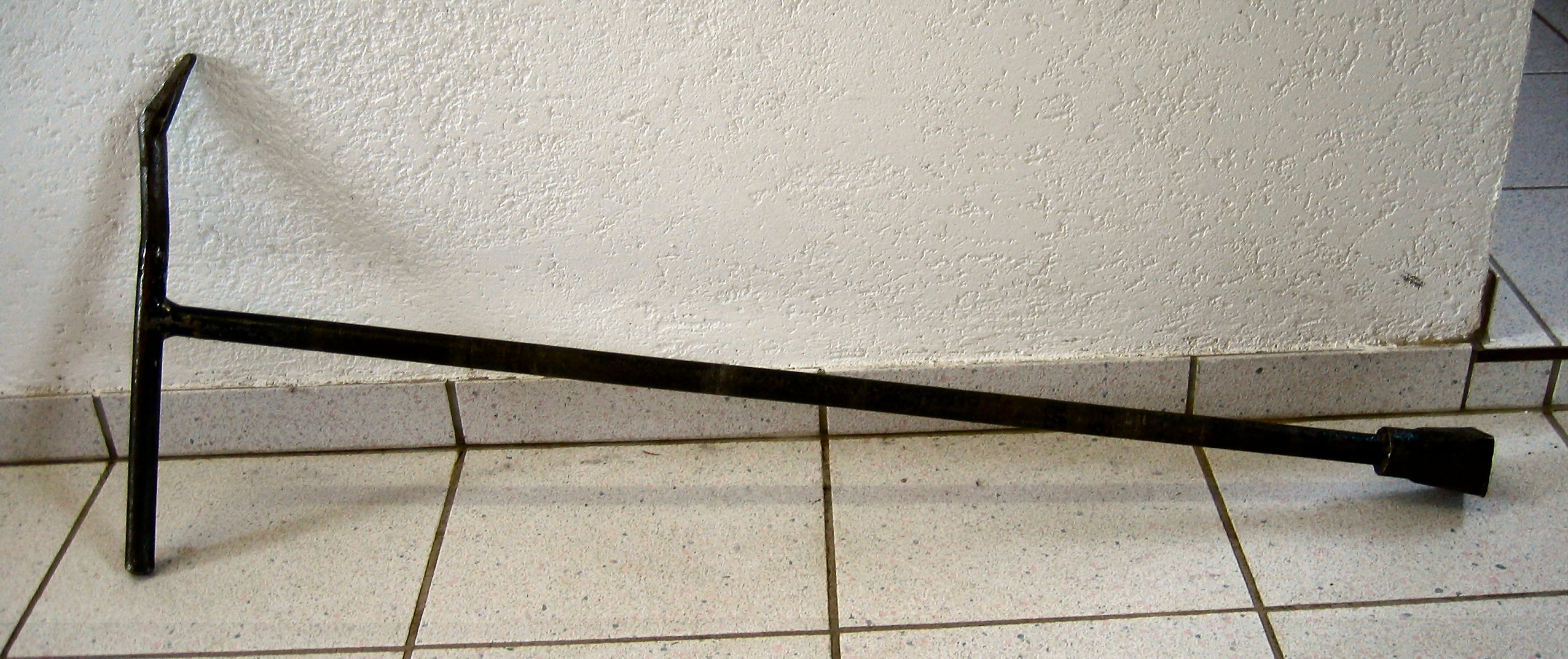
Unterflurhydranten- oder Schieberschlüssel, DIN 3223 C

Unterflurhydranten- / Schieberschlüssel, DIN 3223 C

Als Schieberschlüssel werden verschiedene Typen von Bedienwerkzeugen (in Deutschland aus der DIN 3223) bezeichnet, die dazu geeignet sind Schieber und Absperrklappen zu öffnen, zu schließen bzw. in Betrieb zu nehmen. Sind sie speziell zum Bedienen von Hydranten konstruiert, nennt man sie insbesondere bei der Feuerwehr auch Hydrantenschlüssel.
Dabei unterscheidet man
- die Werkzeuge für die Inbetriebnahme von Über- bzw. Oberflurhydranten (in Deutschland: Schlüssel A und B nach DIN), Überflurhydrantenschlüssel genannt.
Beim Überflurhydranten ohne Fallmantel dient ein großer Innendreikant dem Lösen der A- bzw. B-Blinddeckel an den Storz-Kupplungen der Entnahmestutzen. Am anderen Ende des Schlüssels befindet sich ein Bogen mit einem Bolzen, der in das Kopfteil des Hydranten einrasten kann und so das Öffnen oder Schließen des Hydranten ermöglicht.
Beim Überflurhydranten mit Fallmantel dient ein in der Mitte des Schlüssels befindlicher Innendreikant zum Betätigen des im Hydrantenkopf befindlichen Dreikants, wodurch der Fallmantel gelöst wird und herabgleitet. Der große Dreikant dient ebenfalls dem Lösen des A-Blinddeckels.

und
- das Werkzeug für die Betätigung von Unterflurhydranten sowie Schiebern und Absperrvorrichtungen an meist unterirdisch verlegten Leitungen, beispielsweise im Wasserverteilungssystem (in Deutschland Schlüssel C nach DIN), Schieber-, Unterflurhydranten-, oder umgangssprachlich auch Standrohrschlüssel genannt.
Der Schlüssel ähnelt einem großen T. Am unteren Ende (A) befindet sich ein Innenvierkant, der auf eine entsprechende Nuss (Außenvierkant), auf der Schieberspindel aufgesetzt werden kann. An einem kurzen Ende (B) des T ist eine Spitze schräg angeschmiedet, mit deren Hilfe sich die Straßenkappen, die über den Schiebern eingebaut sind, öffnen lassen.

Diese Schieberschlüssel gibt es auch in schwächerer Ausführung mit einem kleineren Vierkant, der zum Betätigen von Hausanschlussventilen dient. In Österreich werden diese Schlüssel umgangssprachlich auch „Salbachschlüssel“ genannt, da man mit diesem das Salbachventil vom Straßenwasser öffnet und schließt.